# Рогатая камышница
Рогатая камышница (лат. Gallicrex cinerea) — вид птиц семейства пастушковых, единственный представитель рода Gallicrex. Гнездо было впервые найдено в СССР в 1980 году на острове Большой Пелис в заливе Петра Великого. Это довольно крупные птицы, массой до 500 г, но самки значительно мельче. Самки окрашены в охристые тона, самцы чёрные, с ярким красным рогом на лбу. В кладке 3-6 яиц.
В Бангладеш рогатых камышниц содержат в качестве бойцовых птиц. Причём яйца, взятые в природе, человек-инкубатор вынашивает на своем теле 24 дня в половинке кокосовой скорлупы, ни на час не расставаясь со своей ношей.